# 5月13日事件
5月13日事件(5がつ13にちじけん、5・13事件とも)とは、1969年5月10日に実施された総選挙を直接の原因とする、同年5月13日に発生したマレーシア史上最悪の民族衝突事件である。この暴動はほぼ1日で終息したが、銃撃や放火などによって暴動発生後の数日間で死者196人、負傷者439人の犠牲者を出す大惨事となった。

## 背景

### マレー人側の不満
事件勃発の背景の第1として挙げられるのが、建国の父であるラーマンの老齢による衰えである。独立以来のラーマンの政策は基本的にはレッセ・フェールであり、政治的には民族間（マレー人･華人･インド人）の融合政策であった。その基盤は、独立前夜から続く統一マレー国民組織(UMNO)-マレーシア華人協会(MCA)-マレーシア・インド人会議(MIC)の3党からなる国民戦線による連立政権であり、「政治はマレー人、経済は華人」という原則を建てていた。
だが、ラーマンの次の世代に当たるマハティール・ビン・モハマドらUMNO第2世代にとって、ラーマンの民族宥和政策は不満の残るものであった。先述の原則に基づけば、マレー人は経済的に常に華人に対して劣位に立たされている状況が変わらず、貧困に瀕しているという認識を持つに至る。その結果、マレー人の農村部の開発と商工業部門への参入を補助する政策を盛り込んだ第2次5カ年計画（1961年から65年）が始まった。

### 華人側の不満
事件勃発の背景の第2としては、マレー人優遇政策への反発がある。公用語をめぐる問題で華人内部の対立も明らかとなっていた。
UMNOと連携してレッセ・フェールの経済政策を推進した華人はあくまでも英語教育を受けたエリート層であり、当時の華人内部においては上流階層に属する。彼らの経済政策は、中下流階層の華人住民を満足させるものではなかった。中下流層はマレー語及び英語を使うことができなかったが、マレーシアの公用語が憲法153条条項でマレー語のみと定められ、なおかつ1957年教育令において中等教育以降の華語教育の存続が不明確だったため、危機意識を持つにいたった。

## 暴動の発生と議会機能の停止
1969年総選挙の結果、UMNO-MCA-MICを中心とする国民戦線政権は大きく議席を減ずることとなる。1964年総選挙時点での各党の議席数から1969年総選挙時点での議席数の推移は以下の通りとなる。総定員は、104議席。
- 与党（国民戦線） 89→67

UMNO 59→51
MCA 27→14
MIC 3→2
- 野党

グラカン（マレーシア民政運動） 8 ※1964年総選挙時は未結成
人民進歩党(PPP) 2→4
全マレーシア・イスラーム党(PAS) 9→12
民主行動党(DAP) 1→13
グラカン、DAP、PPPといった華人勢力が大きく勢力を伸ばす一方、今まで華人勢力の受け皿となっていたMCAが大きく議席数を減らした。華人系住民は意気軒昂となり、野党勝利の行進が行われた。この動きに対抗する形で、UMNOを支持したマレー人青年が行進を行った。その両者の衝突が首都クアラルンプールで起き、流血の惨事になった。これが5月13日事件である。
この結果、UMNO内における指導力が大幅に低下したラーマンは1970年9月に首相を辞任、アブドゥル・ラザク副首相が第2代首相に昇格した。この政変のため、マレーシアの議会機能は1971年2月まで21カ月間、停止した。